# Wolfgang Jugler
Wolfgang Jugler (7 de marzo de 1922-1 de octubre de 2011) fue jefe de la escolta personal de Adolf Hitler. Se refugió en la Costa del Sol, al igual que numerosas personalidades nazis y fascistas del exterior de España tras la derrota de las potencias del Eje en la Segunda Guerra Mundial, que encontraron en la España franquista la protección del dictador, y por tanto su salvación.